# لیتل چارت
لیتل چارت (به انگلیسی: Little Chart) یک روستا و محله مدنی در بریتانیا است که در Ashford واقع شده‌است. لیتل چارت ۶٫۰۱ کیلومتر مربع مساحت و ۲۳۴ نفر جمعیت دارد.